# Partidul Regiunilor
Partidul Regiunilor (ucraineană Партія регіонів, rusă Партия регионов) este un partid politic de Ucraina, partidul de guvernământ în anii 2010–2014. Partidul Regiunilor are o fracțiunea mare în Rada Supremă, este reprezentat aproape în toate consiliile regionale, raionale și orășenești din Ucraina.
Partidul Regiunilor și Viktor Ianukovici a cîștigat toate alegerile parlamentare și prezidențiale din 2006 pînă în 2014. După fuga lui Victor Ianukovici, Mikola Azarov ș.a., partidul a pierdut încrederea ucrainenilor și peste un milion de membri au părăsit partidul. Ca urmare, candidatul partidului Mihailo Dobkin a obținut numai 3% la alegerile prezidențiale anticipate din 2014.

## Alegeri parlamentare
| Anul alegerilor | Voturi    | %          | Locuri    | +/–   |
| --------------- | --------- | ---------- | --------- | ----- |
| 1998            | 241 262   | 0.90 (#19) | 1 / 450   |       |
| 2002            | 3 051 056 | 11.77 (#3) | 60 / 450  | ▲ 59  |
| 2006            | 8 148 745 | 32.14 (#1) | 186 / 450 | ▲ 126 |
| 2007            | 8 013 918 | 34.37 (#1) | 175 / 450 | ▼ 11  |
| 2012            | 6 116 815 | 30.00 (#1) | 186 / 450 | ▲ 11  |